# Campanula odontosepala
Campanula odontosepala är en klockväxtart som beskrevs av Pierre Edmond Boissier. Campanula odontosepala ingår i släktet blåklockor, och familjen klockväxter. Inga underarter finns listade i Catalogue of Life.